# How Would You Feel (Paean)
How Would You Feel (Paean) is een nummer van de Britse singer-songwriter Ed Sheeran uit 2017. Het is derde single van zijn derde studioalbum ÷.
Sheeran schreef het nummer toen zijn vriendin Cherry Seaborn onderweg was naar het vliegveld om, na een bezoek, terug naar huis te vliegen. Toen hij het nummer af had, nam hij het op op zijn iPhone en stuurde het naar zijn vriendin. Sheeran zei het nummer enkel geschreven te hebben om zijn vriendin te zeggen dat het goed met hem gaat, en om te vragen hoe het met haar gaat. Omdat Sheeran al snel vergat dat hij het geschreven had, zou het nummer bijna niet op het album "÷" terechtkomen. Toen Sheeran klaar was met de opnames voor het album, vroeg hij zijn vriendin wat haar favoriete nummer op het album was. Zij wees Sheeran erop dat haar favoriete nummer niet op het album stond, maar dat het wel in haar mailbox stond. Uiteindelijk nam Sheeran het nummer alsnog op, en zette het op het album.
De gitaarsolo op het nummer is verzorgd door John Mayer.
Het nummer bereikte de 2e positie in het Verenigd Koninkrijk. Over de rest van de wereld werd het nummer over het algemeen een klein hitje. In de Nederlandse Top 40 bereikte het een bescheiden 31e positie, en in Vlaanderen de 5e positie in de Tipparade.